# Altja (rivière)
L'Altja (ou en estonien : Altja jõgi, en russe : Алтья (река)) est un ruisseau et un petit fleuve côtier d'Estonie, dans le comté de Viru-Ouest et dans le Parc national de Lahemaa, qui a son embouchure dans le golfe de Finlande.

## Geographie
La longueur de l'Altja est de 17,4 km et son bassin versant est de 46,1 km2,. C'est un ruisseau de la commune de Vihula, dans le comté de Viru-Ouest, référencé sous le code environnemental estonien VEE1076600. 
Il prend sa source près de la colline de Sagadi, dans le parc national de Lahemaa. Se dirigeant vers l'est, la rivière traverse la forêt, créant une vallée profonde, favorable aux castors.
L'Altja est l'émissaire du lac Oandu, lac artificiel de barrage, puis a son embouchure dans le golfe de Finlande.

## Affluents
Il a trois affluents connu le fossé Kiviku, le fossé Marjametsa, et le fossé principal Sagadi.

## Pêche
On y trouve des truites brunes, de la truite de mer et l'ombre y fraie. La pêche y est donc interdite ou limitée.

## Galerie

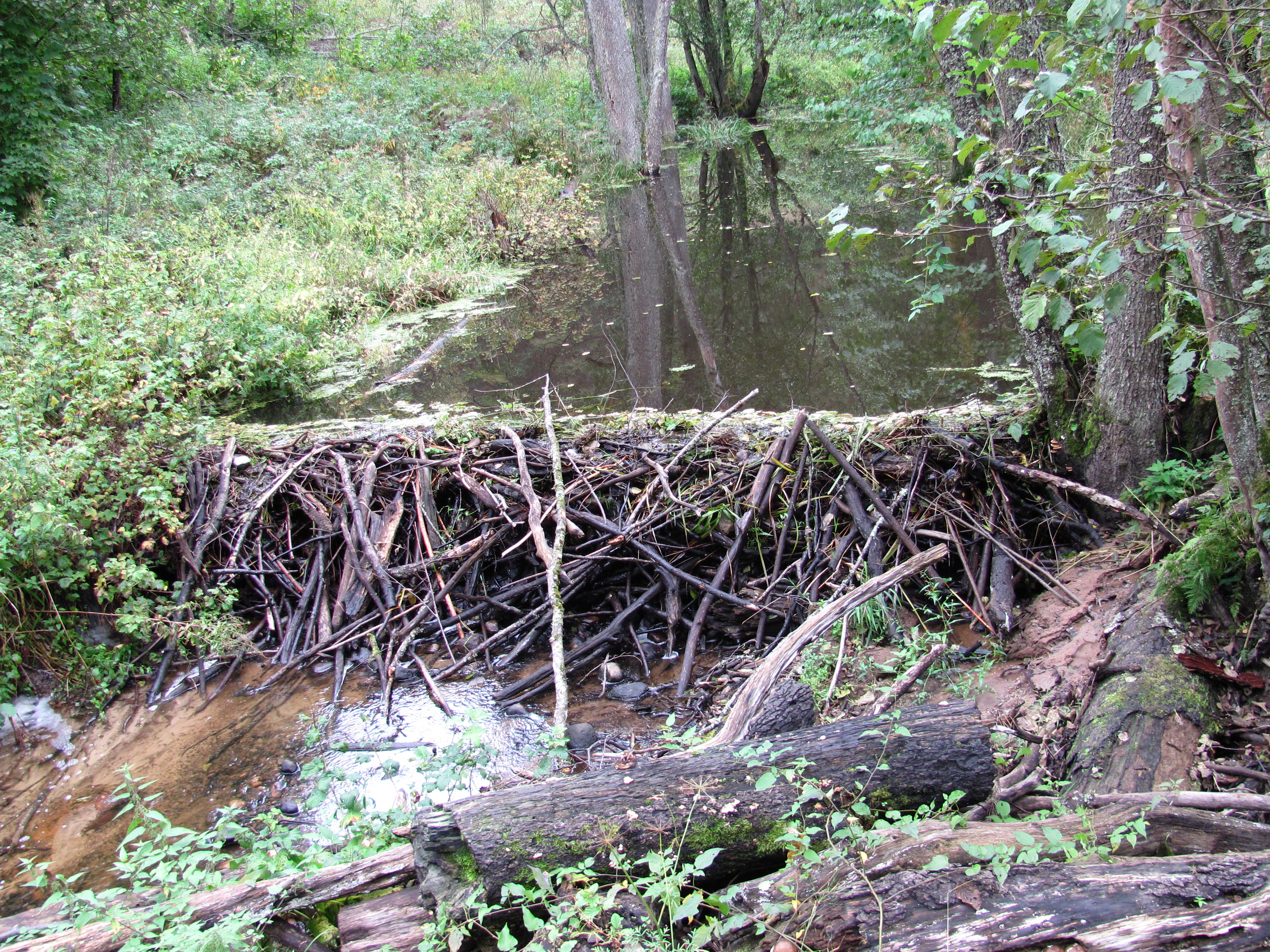
digues de castors sur l'Altja
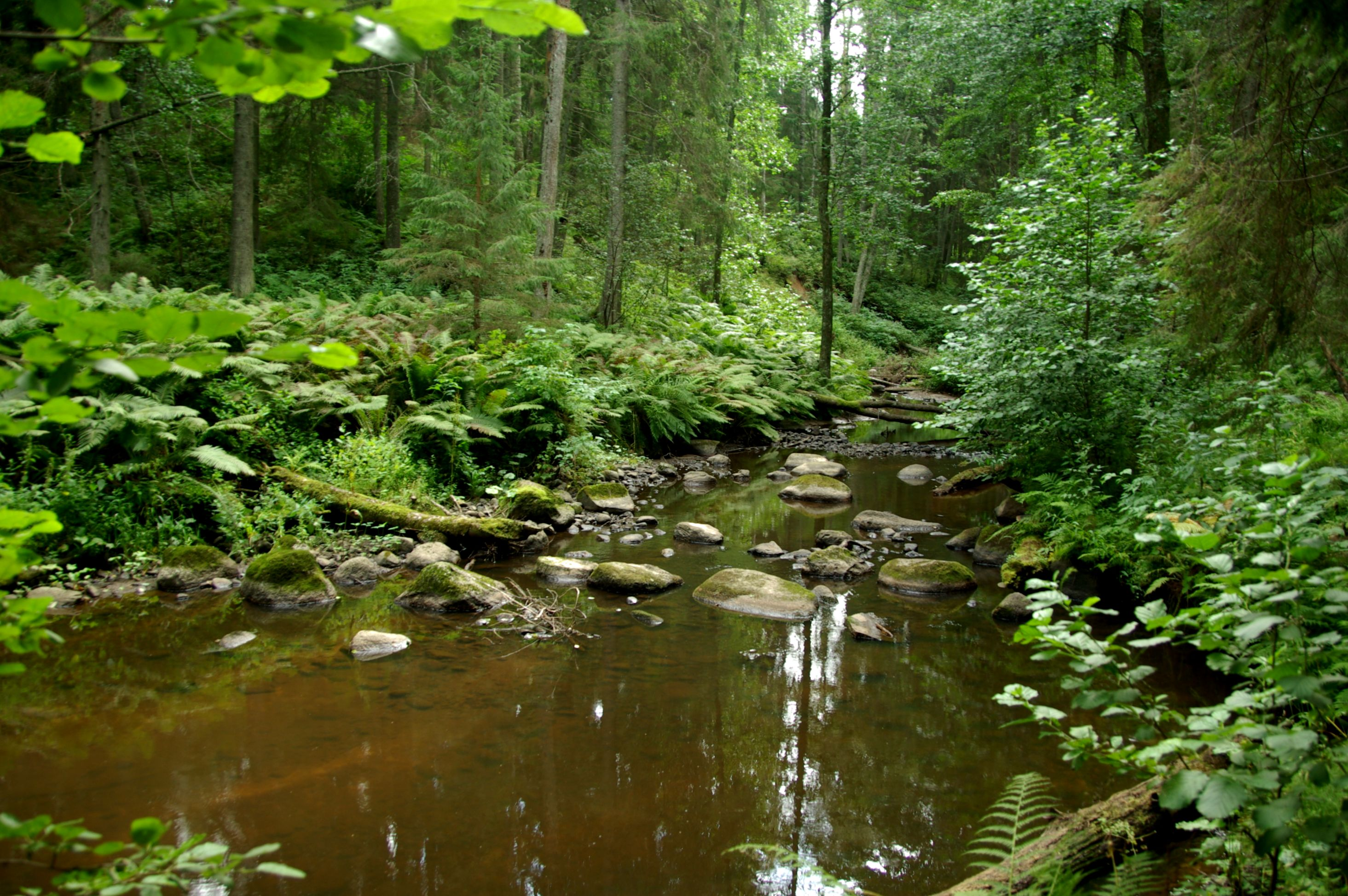
L'Altja
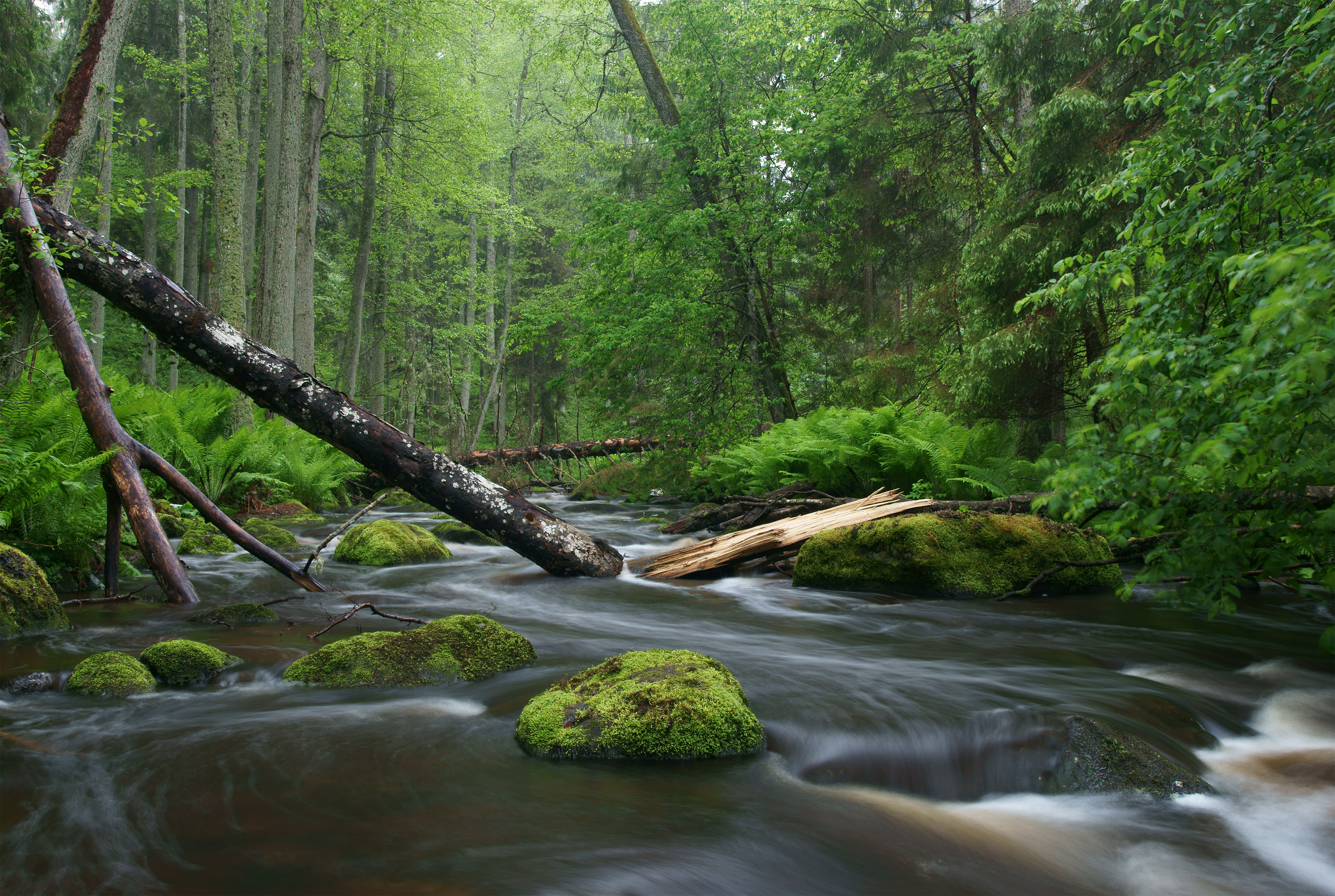
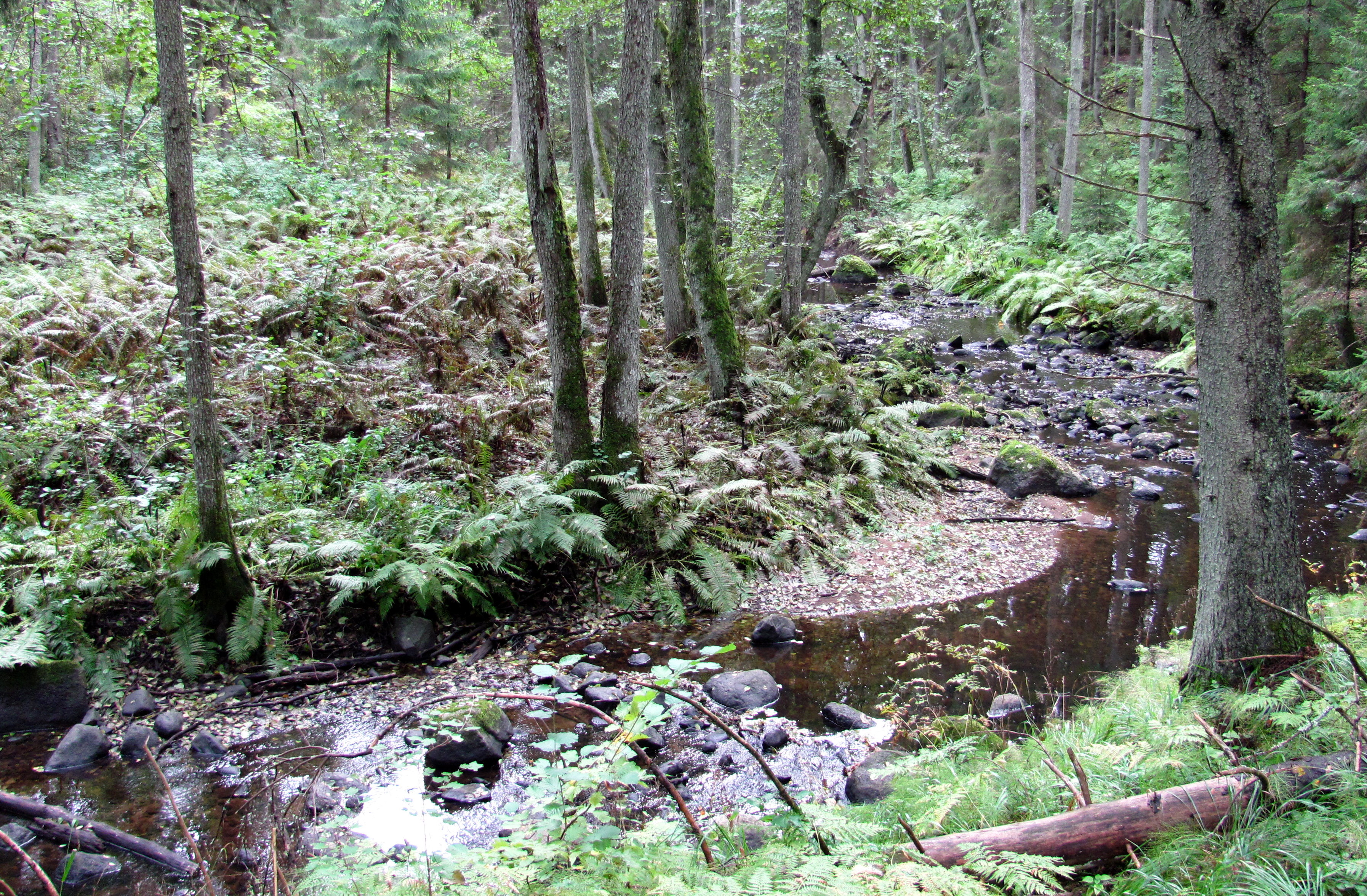
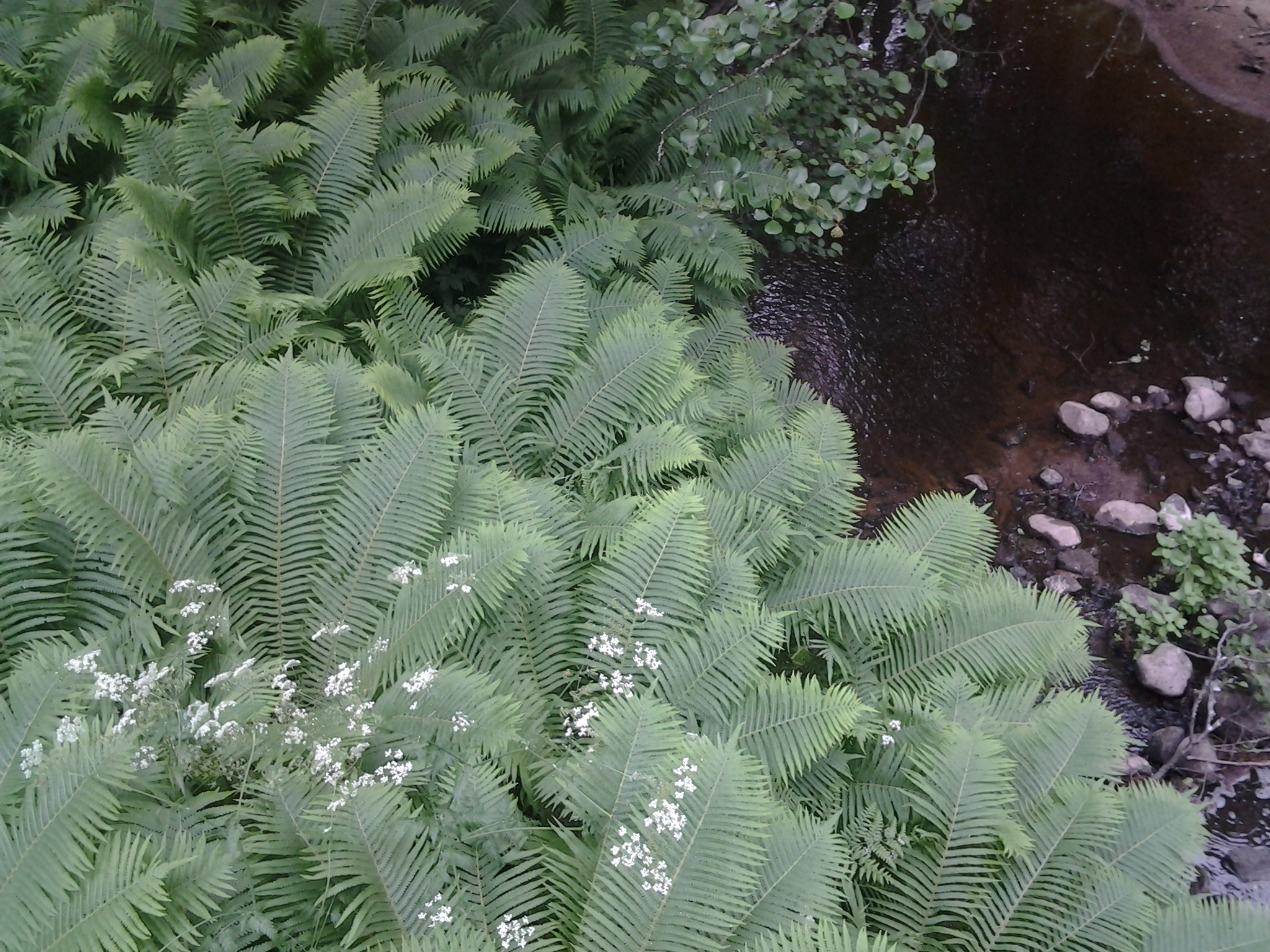
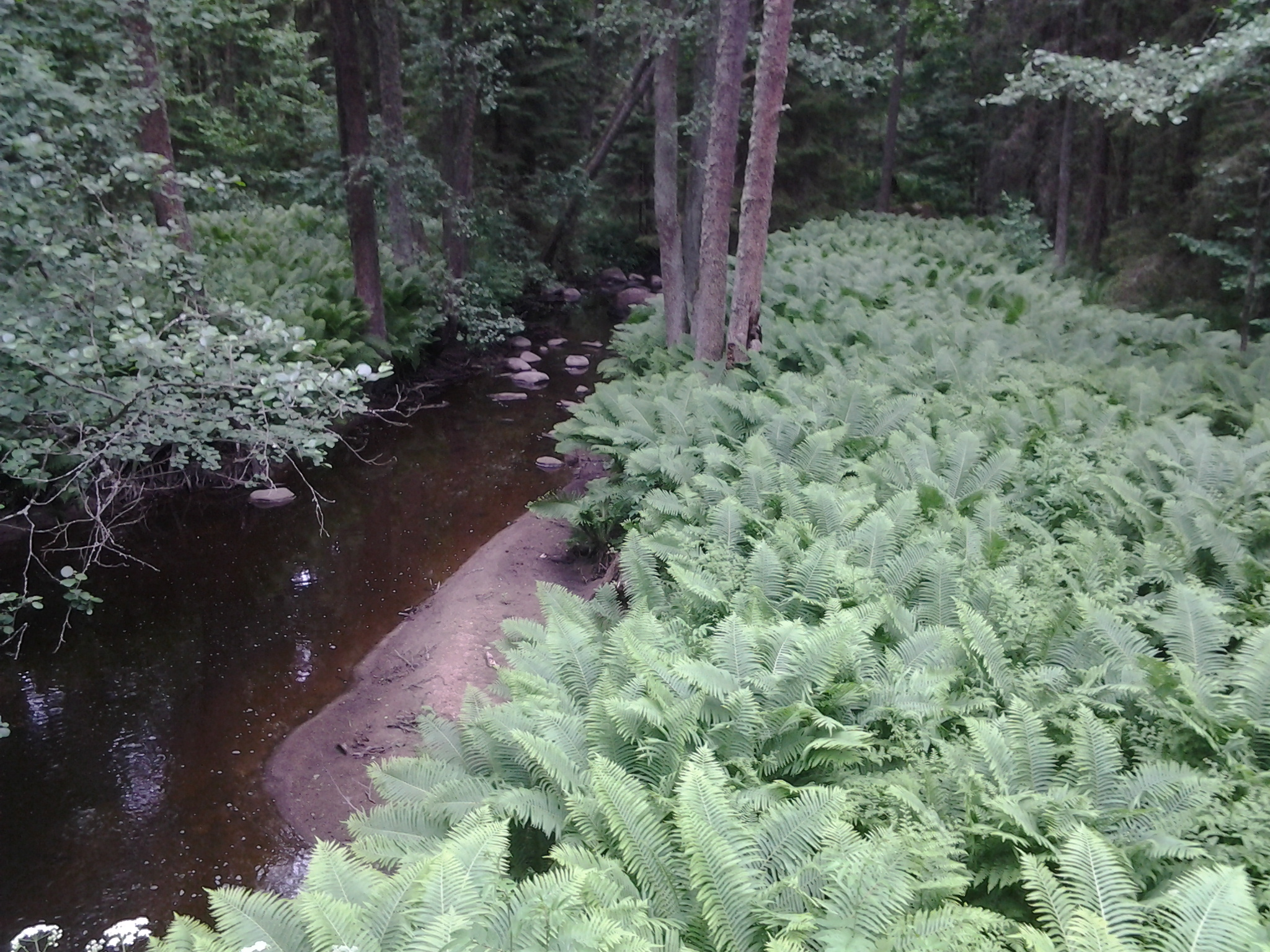
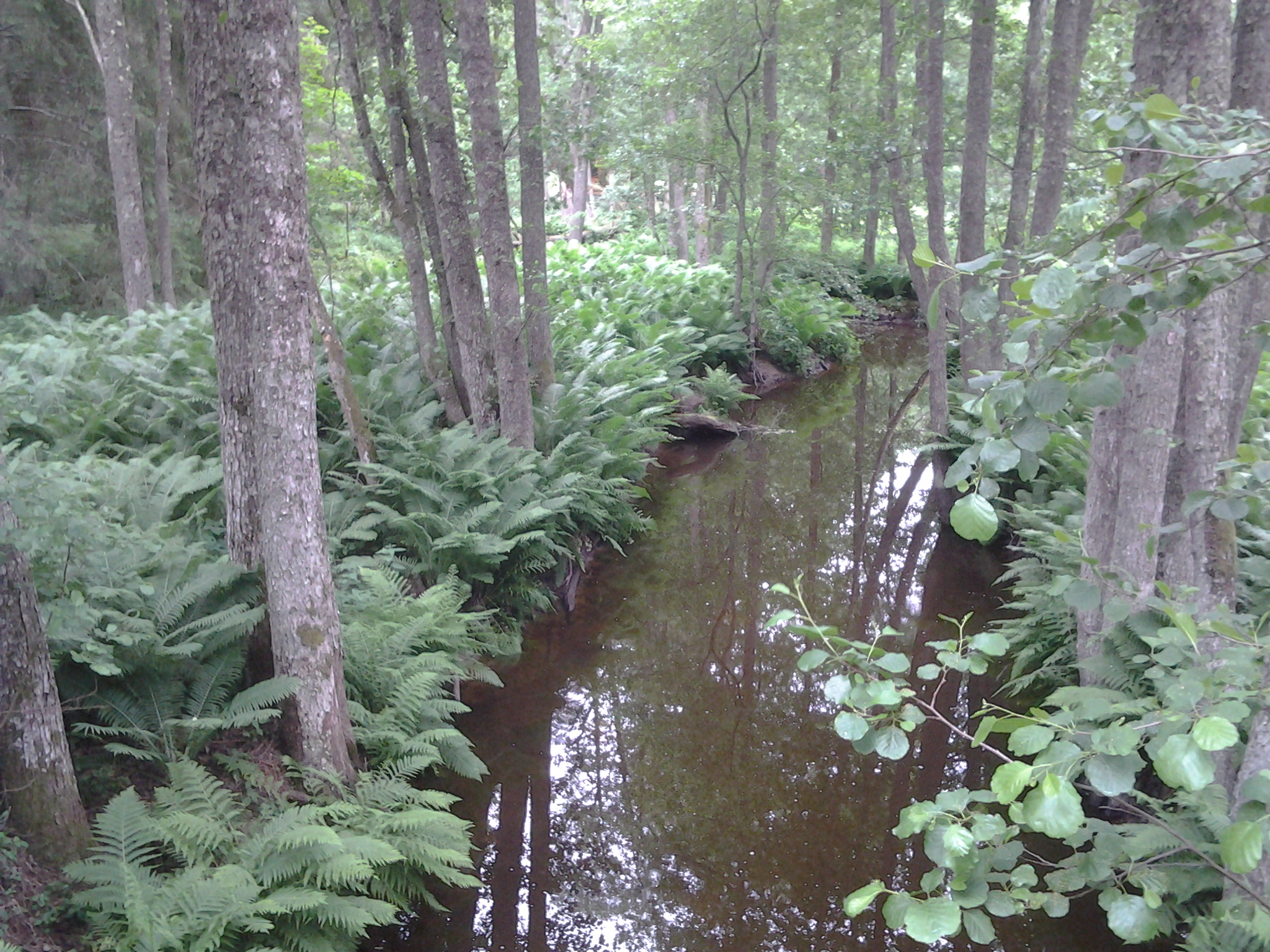